# ویدیگولفو
ویدیگولفو (به ایتالیایی: Vidigulfo) یک کومونه در ایتالیا است که در استان پاویا واقع شده‌است.

## خصوصیات
ویدیگولفو ۱۵٫۸ کیلومترمربع مساحت و ۴٬۷۴۷ نفر جمعیت دارد.